# 約翰·U·D·佩奇中校級後勤預置艦
約翰·U·D·佩奇中校級後勤預置艦是一款於21世紀初期投入美國海軍服役的貨船，該級艦原先於1985年由韓華海洋建成後服役於合眾國海運直至1986年該公司破產。破產後的兩艘船分別由海陸聯運和渣華接收。
在海陸聯運服役15年後，約翰·U·D·佩奇中校號於2000年由快桅航運代為負責，並承租給美國海軍，該艦隨後歸入美國軍事海運司令部操作，並編入海上預置艦中隊，並改為現名。在進入美軍10多年後，約翰·U·D·佩奇中校號於2015年退役（除籍）並於鹿特丹拆解。
小愛德華·A·卡特士官長號則是在2000年由海陸聯運收購後，於2001年經由快桅航運出租給美國海軍，並於2016年退役拆解。

## 混淆
小愛德華·A·卡特士官長號於2016年退役的同時，美軍同時收購另一艘於2001年由三星重工建成的貨輪，並同樣命名為小愛德華·A·卡特士官長號。非常罕見的是，該船竟採用與前船相同的舷號AK-4544，也因此雖然小愛德華·A·卡特士官長號看似還服役於美軍，實際上已是另一艘船。而新舊的差別主要以IMO為主，舊船的IMO為8212673，而新船則IMO為9215696。
新款的小愛德華·A·卡特士官長號於2001年由三星重工打造，由漢堡南美船務運營直至2011年，並於隔年出售改名為CAP SPENCER。2016年舊的小愛德華·A·卡特士官長號退役後由位於紐約海上救援公司收購並承租給美國海軍，頂替前船並服役至今。

## 同級艦
| 艦名                    | 舷號    | 造船廠   | 服役（民用） | 服役（軍用） | 退役 | 結局                      |
| ----------------------- | ------- | -------- | ------------ | ------------ | ---- | ------------------------- |
| 約翰·U·D·佩奇中校號     | AK-4496 | 韓華海洋 | 1985         | 2001-03-01   | 2015 | 於鹿特丹拆解              |
| 小愛德華·A·卡特士官長號 | AK-4544 | 韓華海洋 | 1985         | 2001-06-13   | 2016 | 2016年5月11日於土耳其拆解 |

## 補充
1. ↑  在入役前的艦名為紐華克灣號以及猶他號
2. ↑  在入役前的艦名為渣華哈德森號
3. ↑  致敬在韓戰中犧牲並榮獲榮譽勛章的陸軍中校約翰·U·D·佩奇（英语：John U. D. Page）
4. ↑  致敬曾經榮獲榮譽勛章的陸軍士官長小愛德華·A·卡特（英语：Edward A. Carter Jr.），小愛德華·A·卡特也是二戰中僅有的7位非裔受獎者之一